# Pat Stevens
Pat Stevens, właśc. Patricia Szczepaniak (ur. 16 września 1945 w Linden, zm. 26 maja 2010 w Massachusetts) – amerykańska aktorka teatralna i filmowa, a także dubbingowa.
Urodziła się w Linden w New Jersey. Stevens najbardziej znana była z roli Velmy Dinkley z kreskówki Scooby-Doo.
Pat Stevens zmarła 26 maja 2010 na raka piersi.